# Bajki pana Bałagana
Bajki pana Bałagana – nakręcony w latach 1993-1994 w bielskim Studiu Filmów Rysunkowych 7-odcinkowy serial animowany dla dzieci według scenariusza Jerzego Niemczuka na podstawie jego książki o tym samym tytule. Trzech ostatnich bajek nie było w książce i można je spotkać tylko w serialu.
Odcinki serialu nawiązują do klasycznych bajek dla dzieci i są nazwane ich przekręconymi tytułami. Ogólnym założeniem jest zaprezentowanie nowych, niezwykłych wersji znanych i „oklepanych” bajek – wersji, w których wszystko „stoi na głowie”.
Kilka lat po wyprodukowaniu serialu powstało także słuchowisko radiowe, w którym autor zaprezentował nowe bajki, nie znajdujące się w książce i serialu animowanym.

## Postacie
- Wojtek – główny bohater wszystkich bajek. Straszny bałaganiarz. Pewnego dnia zdenerwowany uwagami matki, że w jego pokoju panuje bałagan, krzyczy, żeby sobie panował. Popełnia błąd – tymi słowami niechcący przywołuje czarownika Bałagana, który rzeczywiście przejmuje władzę – zarówno nad pokojem, jak i nad jego właścicielem. Wojtek szybko zyskuje sławę we wszystkich bajkach, jako jedyna osoba umiejąca doprowadzić je do końca. Bajkowe stworzenia określają go jako księcia Wojtka z Egejskiej. Tak naprawdę ma dość poprzekręcanych bajek i pragnąłby, aby wreszcie Bałagan zostawił go w spokoju.
- Pan Bałagan – właściwie Król Bałagan Harmiderus 1 i nieostatni, czarownik o nikłym wzroście, zachrypniętym głosie. Znany z tego, że myli wszystko ze wszystkim oraz ze swoich dziwnych, odrzuconych bajek: nikt ich nie chciał, bo choć wydają się znane, w rzeczywistości są przekręcone i nigdy nie wiadomo, jak i czy w ogóle się skończą. Jego charakterystyczną cechą jest powiedzonko niach, niach, które ciągle mruczy. Zamiast A, NIECH TO! mówi A, NIACH TO!, zaś zamiast ZAPODZIAŁ – ZABAŁAGANIŁ. Bałagan, jak samo imię wskazuje jest strasznym flejtuchem oraz osobnikiem niedbałym: nosi buty z dwóch różnych par, spodnie ma za długie, kamizelkę za krótką i w dodatku krzywo zapiętą. Najbardziej osobliwą część garderoby stanowi jednak dziurawy cylinder, w którym mieszka wróbel. Chociaż Bałagan jest czarownikiem, nigdy nie używa swoich zdolności by pomóc Wojtkowi. Właściwie ogranicza się do odwiezienia go na miejsce, potem wynajduje zawsze jakiś pretekst, by się ulotnić i wraca, dopiero gdy chłopiec zakończy bajkę za niego. Czarownik przemieszcza się używając poduszkowca – czegoś na wzór latającego dywanu, tylko że zrobionego ze starej poduszki elektrycznej, którą Bałagan znalazł kiedyś na śmietniku. W jednym odcinku widzimy też metodę przemieszczania się nazywaną na rozkurz, której wadą było to, iż docierało się nie wiadomo gdzie i czasami brakowało jakiejś części ciała. Należy wnioskować, iż z tych względów Pan Bałagan z niej zrezygnował.
- Skrzek – postać komiczna, pojawiająca się w każdej bajce w roli negatywnego bohatera. Z pochodzenia Skrzek jest rycerzem i taką rolę odgrywa początkowo. Potem jednak ima się różnych innych zawodów: od myśliwego, przez gajowego aż po szefa bandy rozbójników. Raz kandyduje nawet na króla. Skrzek jest niezdarny, tępy i niewyobrażalnie głupi. Jego pomysły, o ile w ogóle jakieś ma, są przejawem zła i bezbrzeżnej głupoty. Nawet jako gajowy łapie dziki, by potem sprzedać je na targu jako wieprze. Skrzek ma kompletnie dziurawą pamięć. Za każdym razem zachowuje się tak, jakby widział Wojtka pierwszy raz w życiu. Pamięta za to Bałagana, którego uważa za swojego pracodawcę. Najkomiczniejsza jest jednak sama postura Skrzeka: jest żarłokiem i nosi ubrania w ogromnych rozmiarach, z czego należy wnioskować, iż jest grubasem. W rzeczywistości pod obszerną zbroją kryje się malutka, ciapowata chudzinka.
- Lis Kiton – pojawia się w 5 i 7 odcinku. Jak każdy bajkowy lis jest chytry i podstępny. Przejmuje rolę negatywnego bohatera, ze Skrzeka czyniąc jedynie wykonawcę swoich planów.

## Aktorzy
- Pan Bałagan – Jerzy Bończak
- Skrzek / Smok Smak / Kruk Krak – Krzysztof Kołbasiuk
- Lis Kiton / koń pustynny – Aleksander Mikołajczak
- król – Jan Prochyra
- królowa – Krystyna Królówna
- Królik Kłapa – Mieczysław Gajda
- Babcia Ala – Irena Kwiatkowska
- Smok Paszczęka - Witold Pyrkosz

## Odcinki i reżyserzy
1. Królewna Śmieszka (Bronisław Zeman, Andrzej Sperling, 1993)
2. O dziwnym smaku i niezwykłym smogu (B. Zeman, A. Sperling, 1993)
3. Nieprzemakalny kapturek (Andrzej Flettner, 1994)
4. Brzydkie kociątko (Aleksandra Magnuszewska-Oczko, 1994)
5. O kruku Kraku (Andrzej Flettner, 1994)
6. Babcia Ala i 40-stu rozbójników (Bronisław Zeman, 1994)
7. Kapciuszek (Andrzej Sperling,1994)